# Torre Rognosa
La Torre Rognosa, detta anche torre dell'Orologio o torre del Podestà, è una delle più alte e meglio conservate di San Gimignano. Si eleva in piazza del Duomo dal palazzo vecchio del Podestà.

## Storia e descrizione
Eretta verso il 1200, appartenne alla famiglia Gregori e agli Oti. È alta quasi 52 metri ed è la seconda torre più alta della cittadina, dopo la Torre Grossa (54 m).
Il nome di "Rognosa" deriva dal fatto che, dopo il trasloco del podestà, fece da carcere, per questo era visitata da chi aveva "rogne". 
La torre è a base pressoché quadrata ed è costruita in pietra con bozze abbastanza regolari. Poco sopra i merli del vecchio palazzo del Podestà si trova una stretta apertura architravata che porta a un terrazzino coperto da tettoia. La torre ha solo una finestrella su piazza della Cisterna ed all'ultimo piano dispone di un'altana che funzionava da cella campanaria laica (per richiamare la cittadinanza in caso, per esempio, di pericolo e per altre ragioni non legate alla vita religiosa). In seguito divenne la campana che segnava le ore con i suoi rintocchi. Con quattro archi poggianti su solidi pilastri, la cella è coperta da una piccola piramide con tegoli rossi. 
Secondo uno statuto del 1255 era vietato a chiunque, privato cittadino, di innalzare torri più alte della Rognosa. La disposizione venne però ignorata dalla potente famiglia guelfa dei Salvucci, che a pochi passi da qui fece costruire due torri gemelle presto bissate da quelle della famiglia rivale degli Ardinghelli. Entrambe le coppie di torri furono poi scapitozzate ed oggi sono più basse della Rognosa.

## Altre immagini

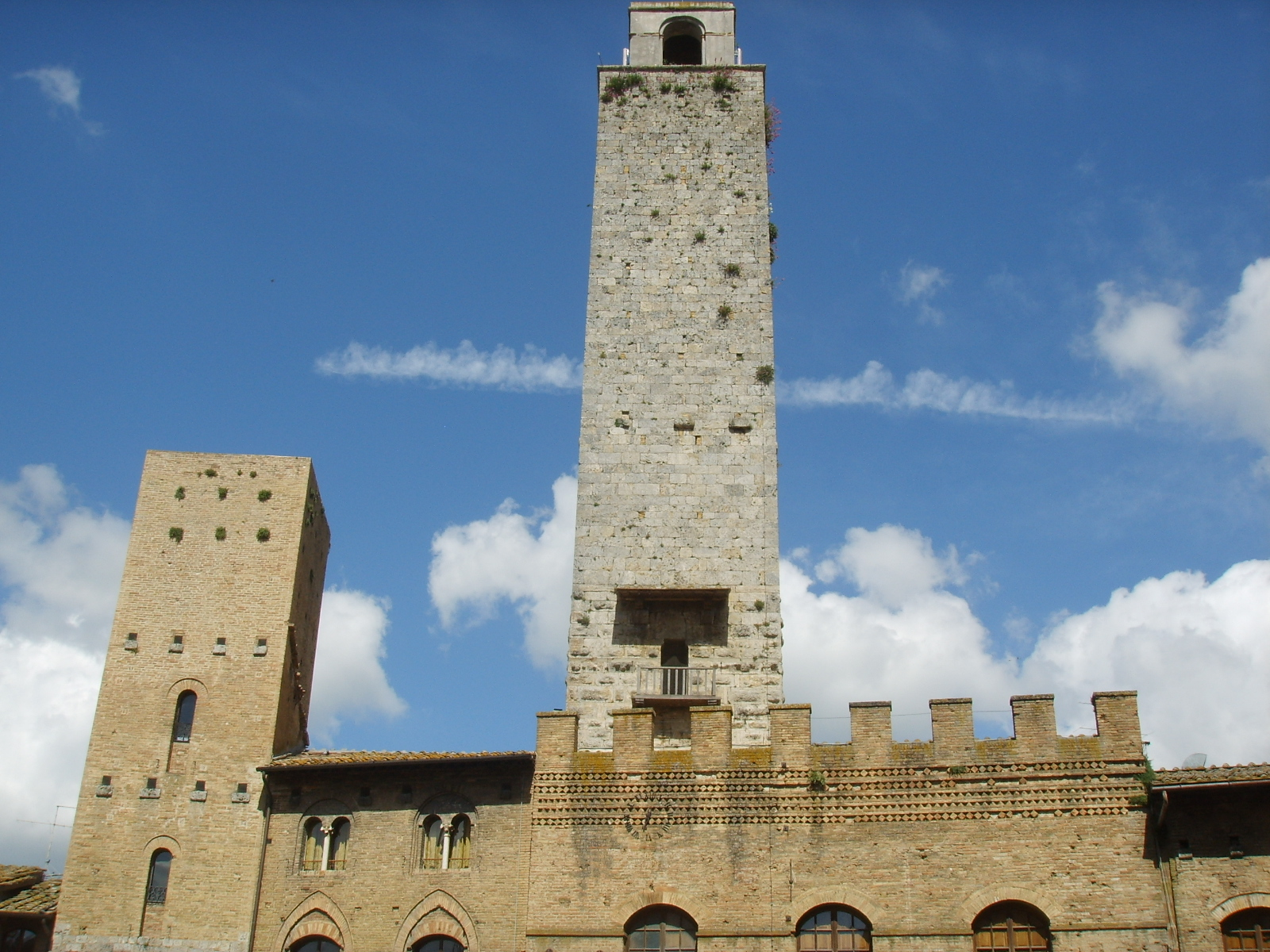
La base della torre
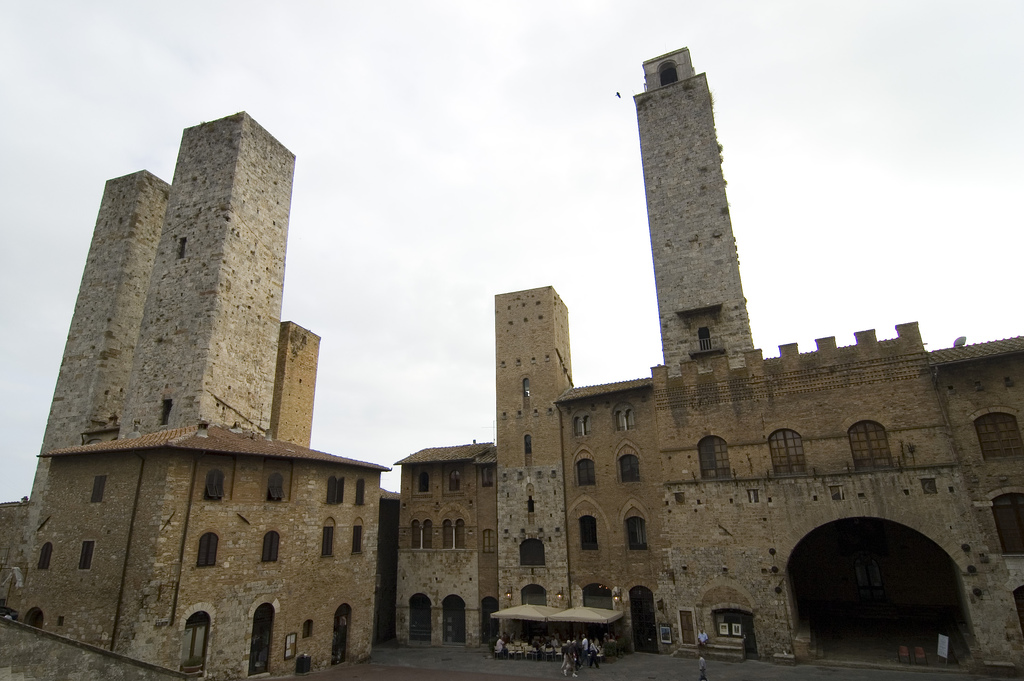
La torre Rognosa (più a destra), affiancata dalla torre Chigi, le torri dei Salvucci e in secondo piano la torre Pettini
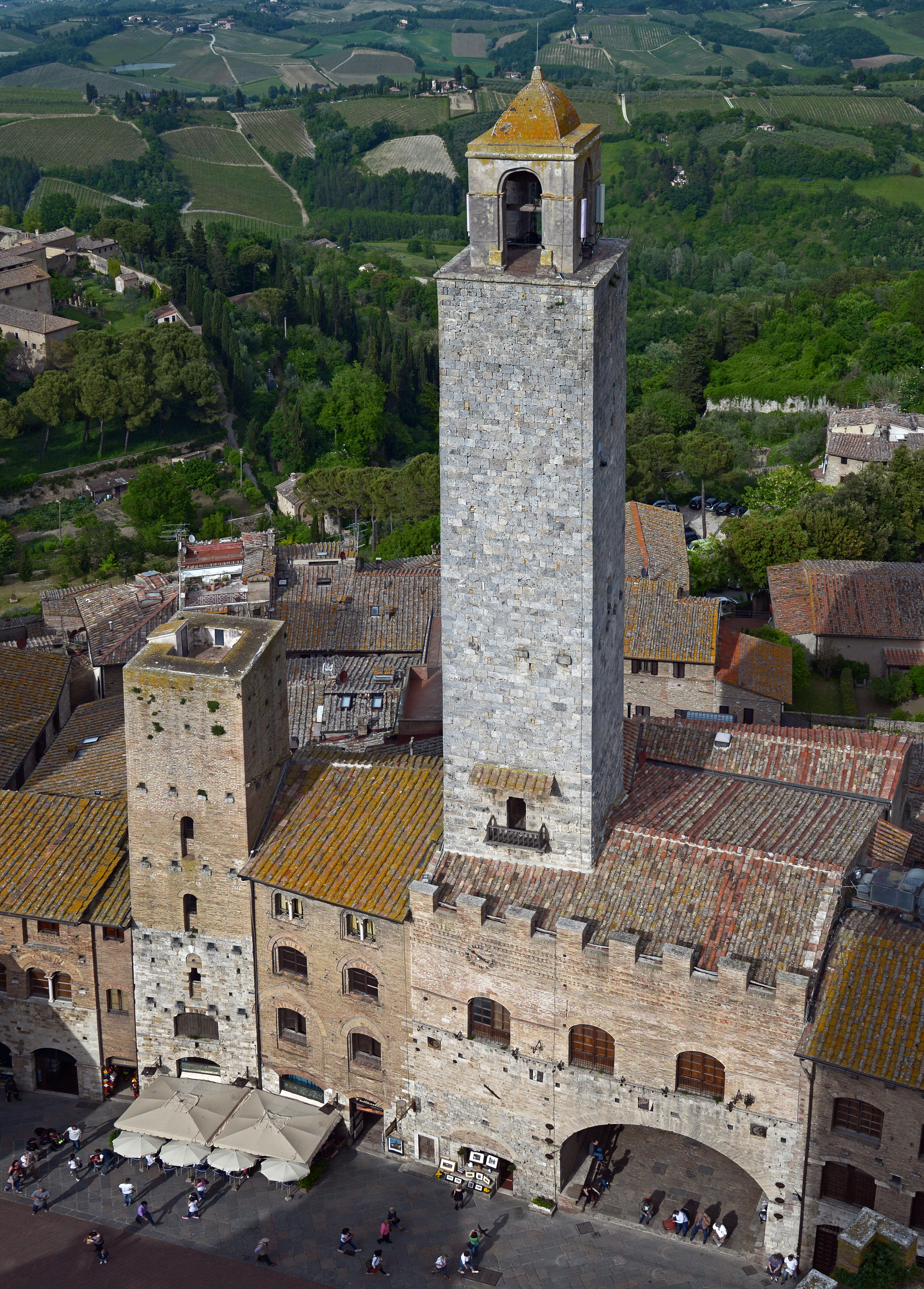
Vista da Torre Grossa